# Эпштейн, Олег Ильич
Оле́г Ильи́ч Эпште́йн (род. 18 января 1962 года, Хабаровск, СССР) — российский фармаколог и гомеопат. Доктор медицинских наук, профессор, член-корреспондент РАН по Отделению медицинских наук. 
Генеральный директор и научный руководитель фармацевтической компании «Материа Медика Холдинг», специализирующейся на производстве и распространении гомеопатических средств с недоказанной эффективностью.
Автор псевдонаучной концепции «релиз-активности», являющейся одной из версий гомеопатии. Деятельность Эпштейна, связанная с продвижением гомеопатии, подвергается критике со стороны научного сообщества и привела к вручению антипремии «почётный академик ВРАЛ — 2018».

## Биография
Родился 18 января 1962 года в семье нарколога Ильи Цаликовича Эпштейна, выпускника Хабаровского государственного медицинского института, врача-психиатра высшей категории, ученика А. Р. Довженко, автора метода лечения хронического алкоголизма гипнозом и руководителя наркологического центра «КОД» г. Нижневартовска.
В 1999 году в Научно-исследовательском институте фармакологии Томского научного центра Сибирского отделения РАМН под научным руководством доктора биологических наук, профессора, академика РАМН М. Б. Штарка и доктора биологических наук, профессора Т. М. Воробьёвой защитил диссертацию на соискание учёной степени кандидата медицинских наук по теме «Нейрофизиологические механизмы фармакологических эффектов потенцированных («гомеопатизированных») антител к мозгоспецифическому белку S-100» (специальность 14.00.25 — фармакология, специальность 14.00.45 — наркология). Официальные оппоненты — доктор медицинских наук, профессор Н. И. Суслов и доктор медицинских наук, профессор Е. С. Смолянинов. Ведущая организация — Новосибирский государственный университет.
В 2003 году в Научно-исследовательском институте фармакологии Томского научного центра Сибирского отделения РАМН защитил диссертацию на соискание учёной степени доктора медицинских наук по теме «Фармакология сверхмалых доз антител к эндогенным регуляторам функций» (специальность 14.00.25 — фармакология, клиническая фармакология, 14.00.16 — патологическая физиология). Научные консультанты — доктор биологических наук, профессор, академик РАМН М. Б. Штарк и доктор медицинских наук, профессор, академик РАМН Е. Д. Гольдберг.
Заведующий лабораторией физиологически активных веществ отдела молекулярной и клеточной патофизиологии Научно-исследовательского института общей патологии и патофизиологии.
В 2016 году избран членом-корреспондентом РАН по Отделению медицинских наук (секция медико-биологических наук).

## Награды
- Премия Правительства Российской Федерации в области науки и техники (в составе группы, за 2005 год) — «за создание, внедрение в производство и медицинскую практику новых высокоэффективных лекарственных препаратов на основе сверхмалых доз антител к эндогенным регуляторам»[11].

## Критика
- Эпштейн является автором концепции релиз-активности и соавтором статей о релиз-активных препаратах, опубликованных в ряде медицинских журналов. Эти работы подверглись критике со стороны Комиссии РАН по борьбе с лженаукой. Так, например, в Приложении № 5 («Некоторые исследования гомеопатии, содержащие ошибки») к Меморандуму комиссии № 2 «О лженаучности гомеопатии» указано на отсутствие в одной из работ[12] адекватной процедуры «ослепления» экспериментаторов, значительные недочёты в проведённых статистических процедурах и незаявленный конфликт интересов[13]. После обращения российских учёных редакция журнала «Antiviral Research[англ.]» в 2019 году отозвала[англ.] две статьи, соавтором которых выступил Эпштейн. Как отмечено в отзывах, в статьях «не было указано, что тестируемая продукция была „гомеопатически активированными формами антител“ … Гомеопатия является устаревшей формой терапии, не признаётся современной медициной и отвергается современной наукой»[14]. Всего на 2020 год были отозваны шесть[15] статeй о релиз-активных препаратах в зарубежных журналах[16][17][18][19]. Концепция релиз-активности была отвергнута научным сообществом как псевдонаучная[20]. Факты публикации статей, продвигающих псевдонаучную концепцию Эпштейна, вызвали бурные отклики от международных экспертов[16][17][18].
- В 2017 году Эпштейн был включён в список номинантов премии ВРАЛ (антипремия, вручаемая за вклад в российскую лженауку) и в 2018 году избран «почётным академиком» ВРАЛ[21].
- В 2018 году Министерство образования и науки Российской Федерации в рамках премии За верность науке присудило антипремию «за самый вредный лженаучный проект» научно-производственной фирме «Материя Медика Холдинг», возглавляемой Эпштейном[20][22].

### Книги
- Эпштейн О. И., Штарк М. Б., Дыгай А. М., Сергеева С. А., Гольдберг Е. Д., Петров В. И., Воронина Т. А., Старостина М. В. Фармакология сверхмалых доз антител к эндогенным регуляторам функций / Рос. акад. мед. наук. — М. : Изд-во РАМН, 2005. — 224 с. ISBN 5-7901-0070-8 (Рецензенты: Ю. Б. Лишманов, член-корр. РАМН и В. Я. Семке, акад. РАМН)
- Эпштейн О. И. Сверхмалые дозы: (история одного исследования) / Российская акад. мед. наук. — М.: Изд-во РАМН, 2008. — 335 с. ISBN 978-5-7901-0102-1 (перевод на английский язык — Ultralow doses (history of one research) / Russ. acad. of med. sciences. — Moscow : RAMS Publ. house, 2009. — 300 с. ISBN 978-5-7901-0101-4)
- Эпштейн О. И. Релиз-активность: современный взгляд на гомеопатию и негомеопатию. — М.: Изд-во Российской акад. мед. наук, 2017. — 47 с. ISBN 978-5-7901-0179-3 : 20 000 экз.

### Статьи
Полный список работ см. в профиле автора в РИНЦ
на русском языке
- Эпштейн И. Ц., Эпштейн О. И. Характеристика рецидивов и прогноз эффективности при лечении больных алкоголизмом по методу А. Р. Довженко// Вестник гипнологии и психотерапии. — 1991. — № 1. — С. 18.
- Эпштейн О. И. Возможные механизмы действия потенцированных лекарственных средств и некоторые вопросы функционирования биосистем // Бюллетень СО АМН СССР. — 1991. — № 1. — С. 132.
- Эпштейн И. Ц., Эпштейн О. И. О повторном лечении больных алкоголизмом методом А. Р. Довженко // Вестник гипнологии и психотерапии. — 1992. — № 2. — С. 45.
- Эпштейн О. И., Береговой Н. А., Сорокина Н. С., Старостина М. В., Штарк М. Б. Влияние различных разведений поссттенцированных антител к мозгоспецифическому белку S-100 на динамику посттетанической потенциации в переживающих срезах гиппокампа // Бюллетень экспериментальной биологии и медицины. — 1999. — Т. 127. — № 3. — С. 317—320.
- Эпштейн О. И., Гайнутдинов X. Л., Штарк М. Б. Влияние гомеопатических доз антител к антигену S-100 на электрические характеристики нейрональных мебран // Бюллетень экспериментальной биологии и медицины. — 1999. — Т. 127. — № 4. — С. 466—467.
- Эпштейн О. И., Воробьёва Т. М., Берченко О. Г., Гейко В. В., Гарбузова С. Н., Бевзюк Д. А. Влияние потенцированной формы антител к мозгоспецифическому белку S-100 на интегративную деятельность мозга // Бюллетень экспериментальной биологии и медицины. — 1999. — Т. 127. — № 5. — С. 547—549.
- Береговой Н. А., Панкова Т. М., Сорокина Н. С., Старостина М. В., Штарк М. Б., Эпштейн О. И. К вопросу о влиянии различных разведений моноклональных антител 5F5-В6 на формирование длительной посттетанической потенциации в переживающих срезах гиппокампа // Бюллетень СО РАМН. — 1999. — Т. 19. — № 1. — С. 88-91.
- Эпштейн О. И., Запара Т. А., Симонова О. Г. Влияние потенцированного морфина на электрические параметры изолированных нейронов // Бюллетень СО РАМН. — 1999. — Т. 19. — № 1. — С. 91—92.
- Павлов И. Ф., Эпштейн О. И. Поведенческие эффекты потенцированных форм морфина // Бюллетень СО РАМН. — 1999. — Т. 19. — № 1. — С. 92—94.
- Александрова Н. В., Гофман А. Г., Крылов Е. Н., Эпштейн О. И. Опыт использования потенцированных препаратов при купировании алкогольного абстинентного и опийного абстинентного синдрома // Бюллетень СО РАМН. — 1999. — Т. 19. — № 1. — С. 94-98.
- Эпштейн О. И. Возможные механизмы действия потенцированных лекарственных средств и некоторые вопросы функционирования биосистем // Бюллетень СО РАМН. — 1999. — № 1 (91). — С. 132—149.
- Эпштейн О. И. Регуляторные возможности сверхмалых доз // Бюллетень экспериментальной биологии и медицины. — 2002. — Приложение 4. — С. 8-14.
- Дон Е. С., Тарасов А. В., Эпштейн О. И., Тарасов С. А. Биомаркеры в медицине: поиск, выбор, изучение и валидация // Клиническая лабораторная диагностика. — 2017. — Т. 62. — № 1. — С. 52-59.

на других языках
- Don Е. S., Emelyanova A. G., Petrova N. V., Morozov S. G., Epstein О. I., Yakovleva N. N., Nikiforova M. V., Gorbunov E. A., Tarasov S. А. Dose-dependent antiviral activity of released-active form of antibodies to interferon-gamma against influenza A/California/07/09(H1N1) in murine model // Journal of Medical Virology[англ.]. — 2017. — Vol. 89, № 5. — P. 759-766. — doi:10.1002/jmv.24717. — PMID 27769099.